# Моје моје
Моје моје (енг. Moye Moye) је интернет мим настао из песме Џанум из 2023. године кантауторке Теја Доре.  

## Порекло
Рефрен песме садржи текст моје море, односи се на ноћне море.    Средином 2023. године, корисници на друштвеној мрежи Тик-Ток су почели да постављају видео снимке користећи рефрен као пратећу музику, погрешно чујући текст као „моје моје“.   Ово је изазвало вирусни мем тренд на друштвеним платформама где су корисници креирали кратке видео снимке.   
Мим се брзо проширио изван Тик-Тока на друге платформе као што су Инстаграм, Фејсбук и Јутјуб у многим земљама,  посебно у земљама Јужне Азије као што су Бангладеш и Индија.  Широм друштвених медија, верзије мема су прикупиле стотине милиона прегледа. Неколико фактора је допринело популарности, укључујући енергично расположење, текст који се понавља и плесне покрете. 

## Употреба у интернет култури
Иако је текст оригиналне песме мрачан, мим се често користи на безбрижније начине. Уобичајене теме у видео снимцима укључују хумор кроз иронију или неочекиване обрте.  Такође се популарно користи за изражавање туге на комичан начин, као на промер да неко открије да другој особи недостаје део тела.   

## Пријем

### Значајни примери
Многе познате личности помогле су популаризацији мима стварајући сопствене интерпретације. Ово укључује индијског глумца Ајушмана Курана који пева своју верзију и полицијске управе у Њу Делхију и Западном Бенгалу које мим користе у видео снимцима кампање подизања свести о безбедности у саобраћају.  Српска певачица Теја Дора изразила је захвалност на глобалном домету њене песме као виралног мима.  У јануару 2024. године, Би-Би-Си Бангла је укључио мим у свој преглед мимова за 2023. године. 

### Критика
Критичари тврде да тренд мема Моје моје одржава негативне стереотипе о инвалидитету и користи увредљив хумор кроз своју репетитивну формулу људи који плешу како би се ругали особама са инвалидитетом. 